# (855) Newcombia
(855) Newcombia es un asteroide perteneciente al cinturón de asteroides descubierto en 1916 por Serguéi Ivánovich Beliavski.

## Descubrimiento y denominación
Newcombia fue descubierto por Serguéi Beliavski el 3 de abril de 1916 desde el observatorio de Simeiz, en Crimea, e independientemente por Max Wolf el 28 de abril del mismo año desde el observatorio de Heidelberg-Königstuhl, Alemania. Se designó inicialmente como 1916 ZP y, posteriormente, se nombró en honor del astrónomo y matemático estadounidense Simon Newcomb (1835-1909).

## Características orbitales
Newcombia orbita a una distancia media del Sol de 2,362 ua, pudiendo alejarse hasta 2,784 ua. Su inclinación orbital es 10,88° y la excentricidad 0,1787. Emplea en completar una órbita alrededor del Sol 1326 días.

## Características físicas
La magnitud absoluta de Newcombia es 11,7 y su periodo de rotación de 3,003 horas.